# اولاخان-بوم
اولاخان-بوم (روسی: Улахан-Бом) یک رشته‌کوه در یاقوتستان کشور روسیه است.